# Titularbistum Limosano
Das Bistum Limosano (ital. diocesi di Limosano, lat. Dioecesis Limosanus, historisch Dioecesis Musanensis) ist ein Titularbistum der römisch-katholischen Kirche.
Es geht zurück auf einen Bischofssitz in der italienischen Gemeinde Limosano, der im 12. Jahrhundert aufgehoben wurde. Bezeugt sind lediglich zwei Bischöfe in den Jahren 1110 (Gregor, Benediktiner) und 1153 (Hugo). Im Februar 2018 wurde das frühere Bistum als Titularsitz wiederhergestellt und am 3. Mai 2020 erstmals vergeben.
| Titularbischöfe von Limosano |                                                              |                       |             |     |
| Nr.                          | Name                                                         | Amt                   | von         | bis |
| 1                            | Henryk Mieczysław Jagodziński Titularerzbischof pro hac vice | Apostolischer Nuntius | 3. Mai 2020 |     |